# NEW ART HOLDINGS
株式会社NEW ART HOLDINGS（ニューアートホールディングス）は、東京都中央区に本社におくブライダルダイヤの販売等を行う持株会社である。

## 事業展開
- ブライダルジュエリー
- 全身美容（エステ）
- アート
- スポーツ関連

## 株式会社NEW ART HOLDINGS

### 沿革
- 1994年（平成6年）9月 - 中央区銀座に株式会社ダイヤモンドシライシ設立。
- 1995年（平成7年）7月 - イスラエルに現地法人Israel Shiraishi，Ltd．(連結子会社) を設立。
- 1997年（平成9年）8月 - エクセルコダイヤモンド東京本店を開設。
- 1998年（平成10年）7月 - 社名を株式会社ダイヤモンドシライシから株式会社シーマブライダルに変更。
- 2000年（平成12年）3月 - 日本証券業協会に株式を店頭登録。
- 2001年（平成13年）10月 - 社名を株式会社シーマブライダルから株式会社シーマに変更。
- 2004年（平成16年）12月 - ジャスダック証券取引所（現・東京証券取引所JASDAQ市場）に株式を上場。
- 2012年（平成24年）
  - 2月 - 第2回シーマワールドジュエリー大賞開催。
  - 3月 - 本社事務所を中央区銀座 銀座スイムビルに移転。
- 2014年（平成26年）7月 - 株式会社ニューアート・ラ・パルレをグループ会社化。
- 2015年（平成27年）
  - 3月 - 本社ビル1階にニューアート・ラボを開設。
  - 4月 - 株式会社シングルB（現・ニューアート・クレイジー）をグループ会社化。
- 2016年（平成28年）
  - 2月 - 株式会社ニューアート・ウェディング（現・ニューアート・テクノロジー）を設立。
  - 7月 - 社名を株式会社シーマから株式会社NEW ARTに変更。上海东美美容有限公司を子会社化。
- 2017年（平成29年）
  - 1月 - 台灣新美股份有限公司を設立。
  - 5月 - 株式会社ニューアート・シーマを設立。
  - 10月 - 事業を株式会社ニューアート・シーマへ承継し、持株会社に移行。株式会社ニューアート・ウェディングを株式会社ニューアート・コインに社名変更。
- 2018年（平成30年）
  - 1月 - 台湾帕蕾拉有限公司を設立。
  - 4月 - 株式会社ニューアート・コインを株式会社ニューアート・テクノロジーに社名変更。
  - 10月 - 社名を株式会社NEW ARTから株式会社NEW ART HOLDINGSに変更。
  - 12月 - 株式会社ニューアート・テクノロジーを譲渡。

## 株式会社ニューアート・ヘルス&ビューティー
株式会社ニューアート・ヘルス&ビューティーは、エステティックサロンラ・パルレ (La PARLER) を展開する企業である。元来は同名の株式会社ラ・パルレが経営し、2002年にエステ業界で初めて上場したが、2010年に倒産して上場廃止となった。商標などは株式会社ビューティーパートナーズへ移動した後、株式会社ニューアート・ラ・パルレへ商号を変更し、2020年7月9日に株式会社ニューアート・ヘルス&ビューティーへ商号を変更した。

### 沿革（ニューアート・ラ・パルレ）
ラ・パルレ
- 1978年（昭和53年）4月 - 創業。当時の店名は「総合美容パルコ」。
- 1990年（平成2年）9月 - 株式会社アクティブとして法人化。
- 1995年（平成7年）10月 - 「ラ・パルレ」に店名を変更。
- 1999年（平成11年）8月 - 株式会社ラ・パルレに社名変更。
- 2002年（平成14年）5月1日 - 大阪証券取引所ヘラクレス上場。
- 2008年（平成20年）
  - 3月 - 悪質な勧誘を行っていたとして、東京都から行政処分を受ける（行政処分の項）。行政処分後は50店舗以上が閉店になり、52店舗に縮小。
  - 3月 -  継続企業の前提に関する疑義（経営破綻するリスク）が生じたと発表。
  - 7月 - 第三者割当増資を美容研究家のたかの友梨が個人として引き受け、同社の筆頭株主となる。「業界唯一の上場企業である同社の業績悪化によって、エステティック業界全体の地盤沈下を防ぎたいという高野氏の意向と、美容家としてのプロデュース力に期待して迅速な業績回復を図りたい同社の考えが合致したため」としている。本社を東京都渋谷区代々木5-58-3 に移転。
- 2009年（平成21年）
  - 4月23日 - 借入返済資金と運転資金調達のため、株式会社インデックス・コミュニケーションズ（のちのジャック・メディア・キャピタル）、株式会社東京テレビランド（2017年に同名の企業へ事業譲渡）、NISグループ株式会社（2012年倒産）の3社に対して、第三者割当増資を実施。
  - 5月 - 渋谷区代々木の本社と新宿区新宿3丁目の本店のいずれも、東京都千代田区外神田1-2-12に移転。
- 2010年（平成22年）
  - 2月 - たかの友梨が保有する株式14万株のうち13万株を、ネオラインホールディングス株式会社（2012年解散。消費者金融業ネオラインキャピタル株式会社〈現・クロスシード。2013年倒産）の親会社〉に譲渡し、同社が筆頭株主になる。
  - 10月5日 - 負債額27億円で民事再生手続開始を申請する。経営再建のために日本振興銀行の株を保有して中小企業振興ネットワークに加入したが、日本振興銀行の倒産で融資が中止され、特別損失が発生して連鎖倒産した[2][3]。
    - 大阪証券取引所は10月5日に当社株式を11月6日付で上場廃止にすると発表した。10月5日から11月5日までは整理銘柄に指定される。
      - のちに企業再生支援事業を手掛ける株式会社スピードパートナーズ（現・八丁堀投資、2014年倒産）の支援を受け、「ラ・パルレ」の事業は商標権を含めて、2010年9月に設立した株式会社ビューティーパートナーズ[4]へ移転した。2013年に白石が新たに設立した株式会社レッドウォールジャパンが新たな親会社となった。
- 2012年（平成24年）10月10日 - 旧・ラ・パルレが解散し、清算会社となる。

ニューアート・ラ・パルレ
- 2014年（平成26年）7月 - 設立。同時にビューティーパートナーズからエステティック事業を承継[5]。

### 不祥事
行政処分
- 生活に余裕のない若年者に高額な契約を結ばせたり、虚偽の説明を行うなどの悪質な行為があったとして、2008年3月24日、東京都は特定商取引に関する法律に基づき、25日から3か月間新規契約の勧誘や締結を禁止する命令および東京都消費生活条例に基づく勧告を行った[6]。

苦情相談の概要
- 東京都における相談件数は、平成15年度以降5年間で220件
- 契約者の男女別内訳は、男性67名、女性151名
- 契約者の平均年齢は、約26歳、20歳代163名
- 契約者の平均契約額は、約95万円

主な違反行為
- 支払い能力の乏しい若年層に対して何度もエステコースの契約、美顔器、化粧品などの関連商品の販売契約を結ばせ、支払の総合計額が100万円を超える返済困難な高額契約をさせていた。
- エステに通い始めて2回目などの少ない回数のうちに更に別のエステのコースなどの契約をさせていた。
- ニキビが治る、誰でもやせる、シミ・ソバカスがなくなるような誤解を与える広告で誘引し、「絶対にきれいになる」「必ずやせる」と不実なことを告げて契約させていた。
- 契約しないと帰してもらえないと思うような迷惑を覚える勧誘をおこなっていた。
- 月々の支払額の説明をしない、クレジットを利用することを明らかにしない、契約金額を明確にしない、契約毎に信販会社を変えるなど重要な事項を説明しなかった。
- 1050円でエステ体験、3万円分の優待券などの消費者を誘引する広告などには、販売目的があることを明示していなかった。

指摘した主な不適正取引行為
- 【法第42条第1項‐概要書面不交付】 - 契約を締結しようとするときに契約の概要について記載した書面の交付をしていなかった。
- 【法第42条第2項‐契約書面不交付及び契約書面記載事項不備】 - 契約を締結したときに契約の内容を明らかにする書面を交付していなかった。また、信販契約書について、その記載について担当者名がない、金額が明らかでない、サービス契約書と契約内容が異なるなど記載事項に不備があった。
- 【法第43条施行規則第37条第2号‐誇大広告】 - 雑誌等において「ニキビ肌　ニキビ跡を撃退」と表示し、「これが結果です」とニキビ施術のビフォーアフター（施術前・施術後）の写真を掲載し、治療と誤認させる広告を行っていた。また、結果が出なければエステでないなど全ての契約者に効果・効能があると誤認させる広告を行っていた。
- 【法第44条第1項‐不実告知】 - 痩身の場合には「必ずやせる」、ニキビの場合には別のエステコースを勧誘する際に「1度目のコースよりももっとよくなる」、「皮膚科に行く前にやった方がいい」、「完璧に治る」、「内側からきれいになっていく、より効果に結びつく」と言って痩身用のエステの勧誘をするなど、また、「3万円の無料エステを体験した場合は、エステの契約をしなければならない決まりになっている」など不実なことを告げていた。
- 【法第44条第2項‐重要事項不告知】 - 契約金額を明確にしない、金額等契約内容欄について説明しない、信販契約の手数料について説明しない、契約ごとに信販会社が異なったことを説明しない、信販契約書の支払額は訂正し分からなくなっていた、月々の支払額、支払回数の説明をしなかった、エステの内容の説明がなかったなど重要な事項について説明がなかった。
- 【法第46条第3号施行規則第39条第1号‐迷惑勧誘】 - 「帰してもらえないと思った」、「長時間勧誘されて迷惑に思った」、「根負けして契約してしまった」など迷惑な勧誘をしていた。
- 【法第46条第3号施行規則第39条第3号‐財産状況不適当契約】
- 【条例第25条第1項第3号施行規則第8条第7号‐不適当な与信契約】 - 学生であるということ、支払が困難になる収入であるということを知っていて、又は支払うことが不可能であるという意思表示をしているにもかかわらず高額な契約を締結した。
- 【条例第25条第1項第1号施行規則第6条第1号‐販売目的隠匿】 - 1,050円でエステ体験、3万円分の優待券などの消費者を誘引する広告などには、体験後に勧誘行為があるということを明示していなかった。
- 【条例第25条第1項第3号施行規則第8条第5号‐過量販売】 - エステに通い始めて2・3回目のうちに新たに別のエステコース等の契約を締結させていた。

### かつての子会社
- 株式会社日本インターシステム
- 株式会社エイチエーシー
- 株式会社K-twoエフェクト

### スポンサー活動
- 湘南ベルマーレ - 2010年シーズンオフィシャルパートナー。ユニホームの胸スポンサーでもあったが同年11月に契約解除し、別企業が胸スポンサーとなった。